# Равасклетто
Равасклетто (итал. Ravascletto) —  коммуна в Италии, располагается в регионе Фриули-Венеция-Джулия, в провинции Удине.
Население составляет 585 человек (2008 г.), плотность населения составляет 25 чел./км². Занимает площадь 26 км². Почтовый индекс — 33020. Телефонный код — 0433.
Покровителем коммуны почитается святой апостол и евангелист Матфей, празднование в Духов день.

## Демография
Динамика населения:

## Galleria d'immagini

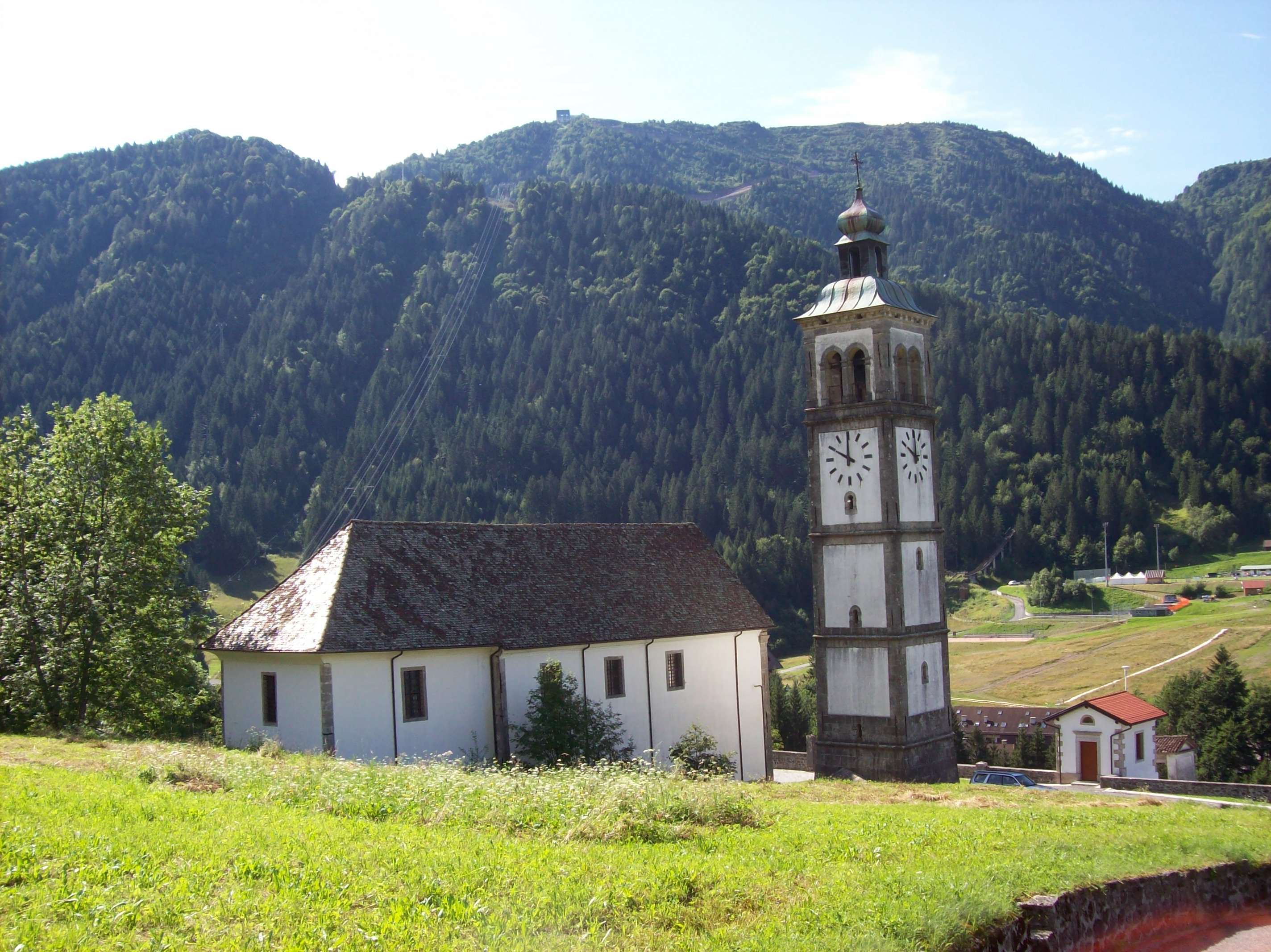
Приходской храм св. апостола Матфея
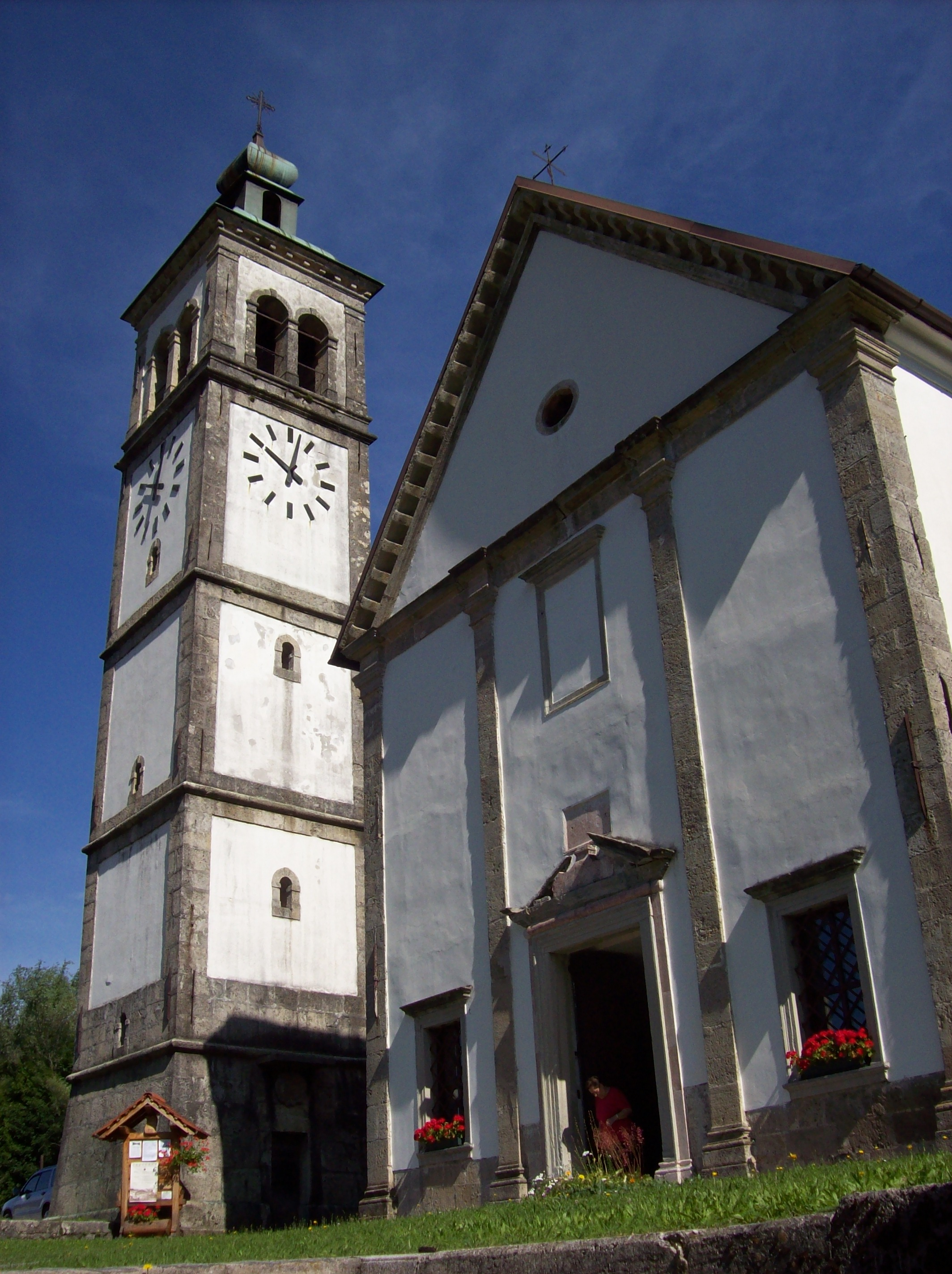
Приходской храм св. апостола Матфея
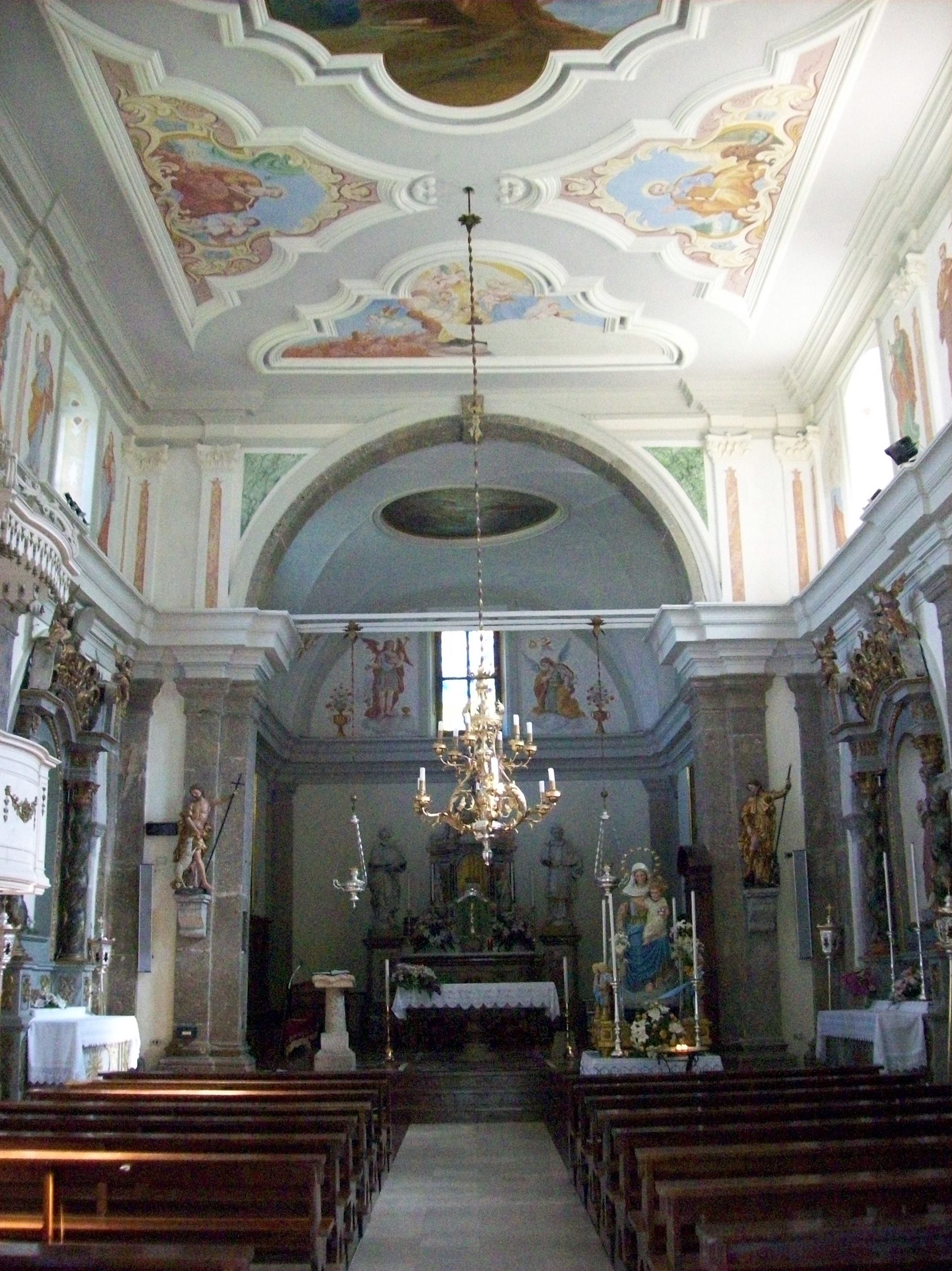
Внутри приходского храма св. апостола Матфея
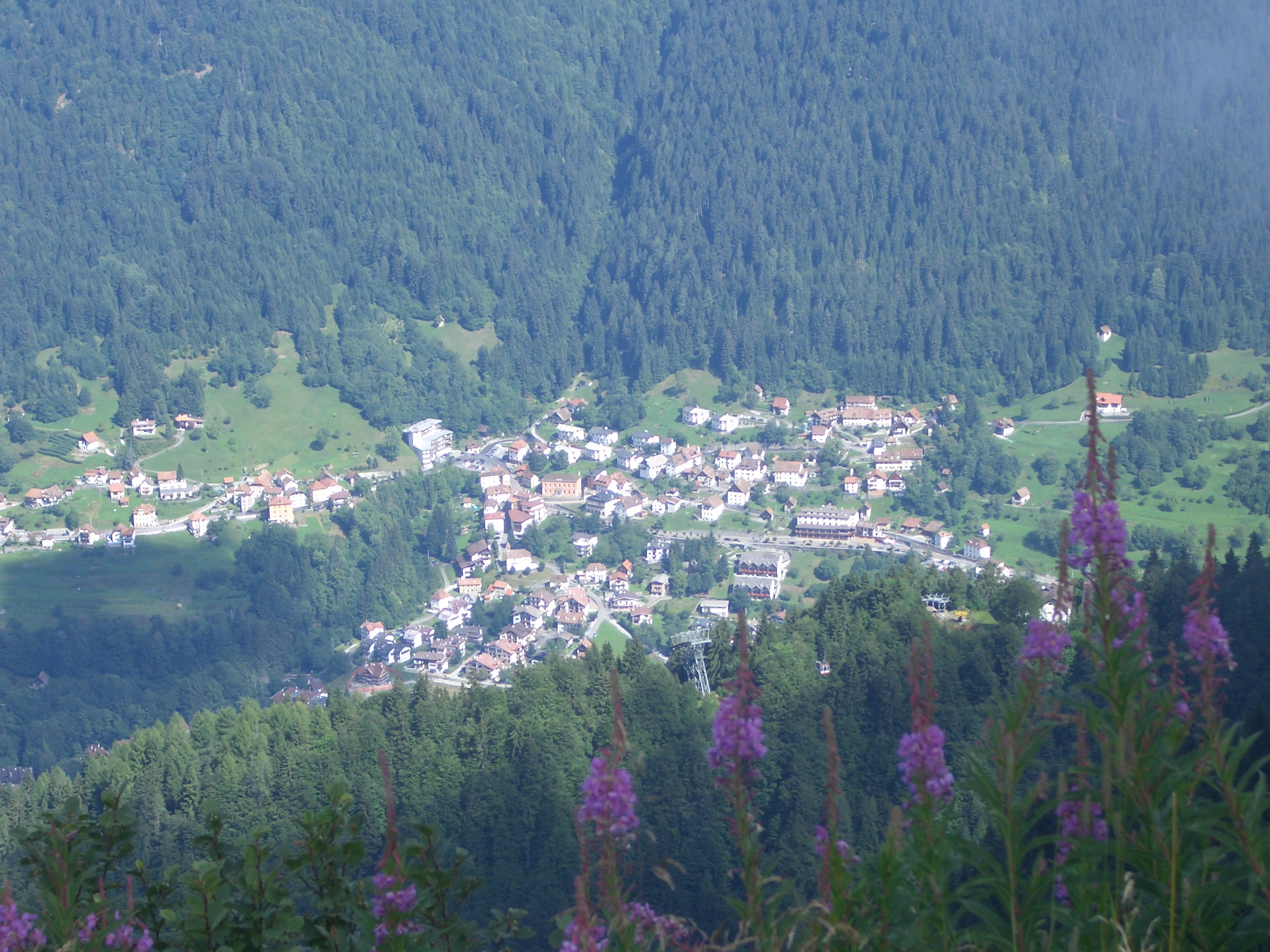
Вид с горы Дзонколан

## Администрация коммуны
- Официальный сайт: